# Vogelkersbladblaasje
Het vogelkersbladblaasje (Taphrina farlowii) is een schimmel behorend tot de familie Taphrinaceae. Het is een parasitaire schimmel die blaarvormige vergroeiingen veroorzaakt op de bladeren van de Amerikaanse vogelkers (Prunus serotina). Soms kleuren deze bladeren hierdoor fel rood. Kort na sporenvorming sterven bladeren en soms ook hele scheuten af. De schimmel wordt daarom gezien als een mogelijk bestrijdingsmiddel tegen de Amerikaanse vogelkers. Dat is een invasieve soort die hevig kan woekeren door uitzaaiing en opslag en daarom bekend staat als bospest.

## Verspreiding
In Nederland en België is het vogelkersbladblaasje een nieuwkomer die anno 2022 vrij algemeen voorkomt op de zandgronden, vooral in wat opener gebieden zoals duinen. 

## Foto's

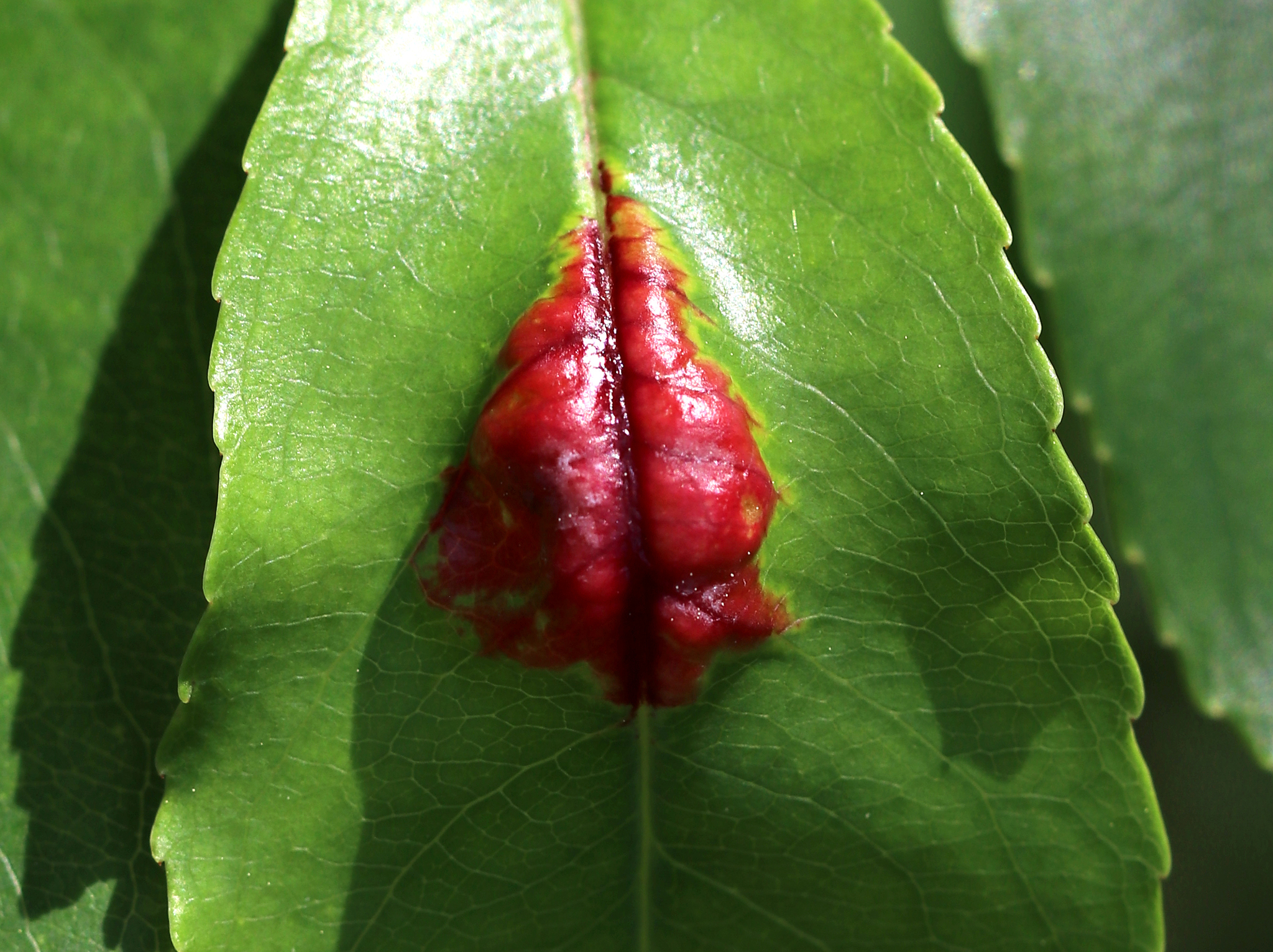
Bovenzijde blad
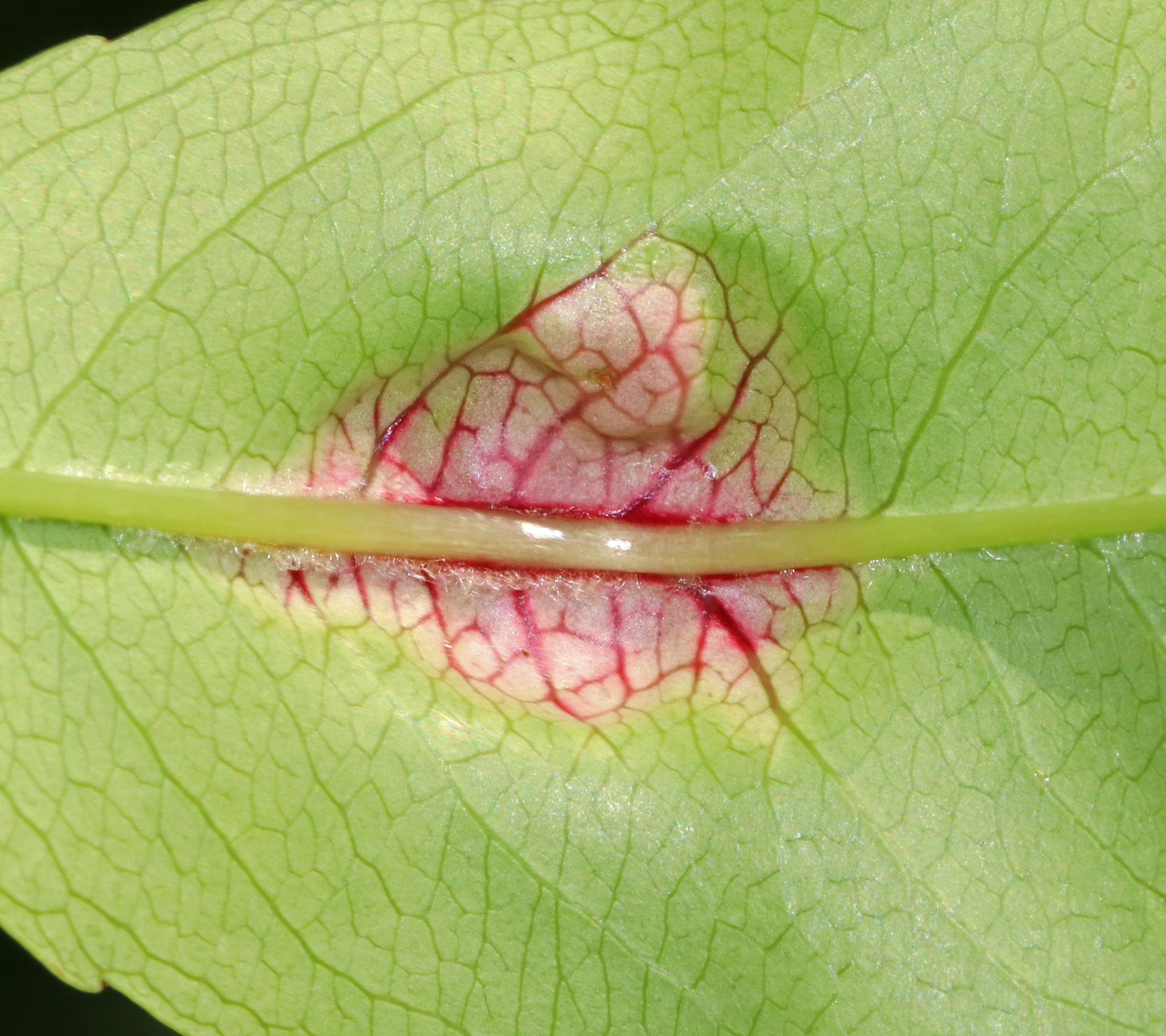
Onderzijde blad
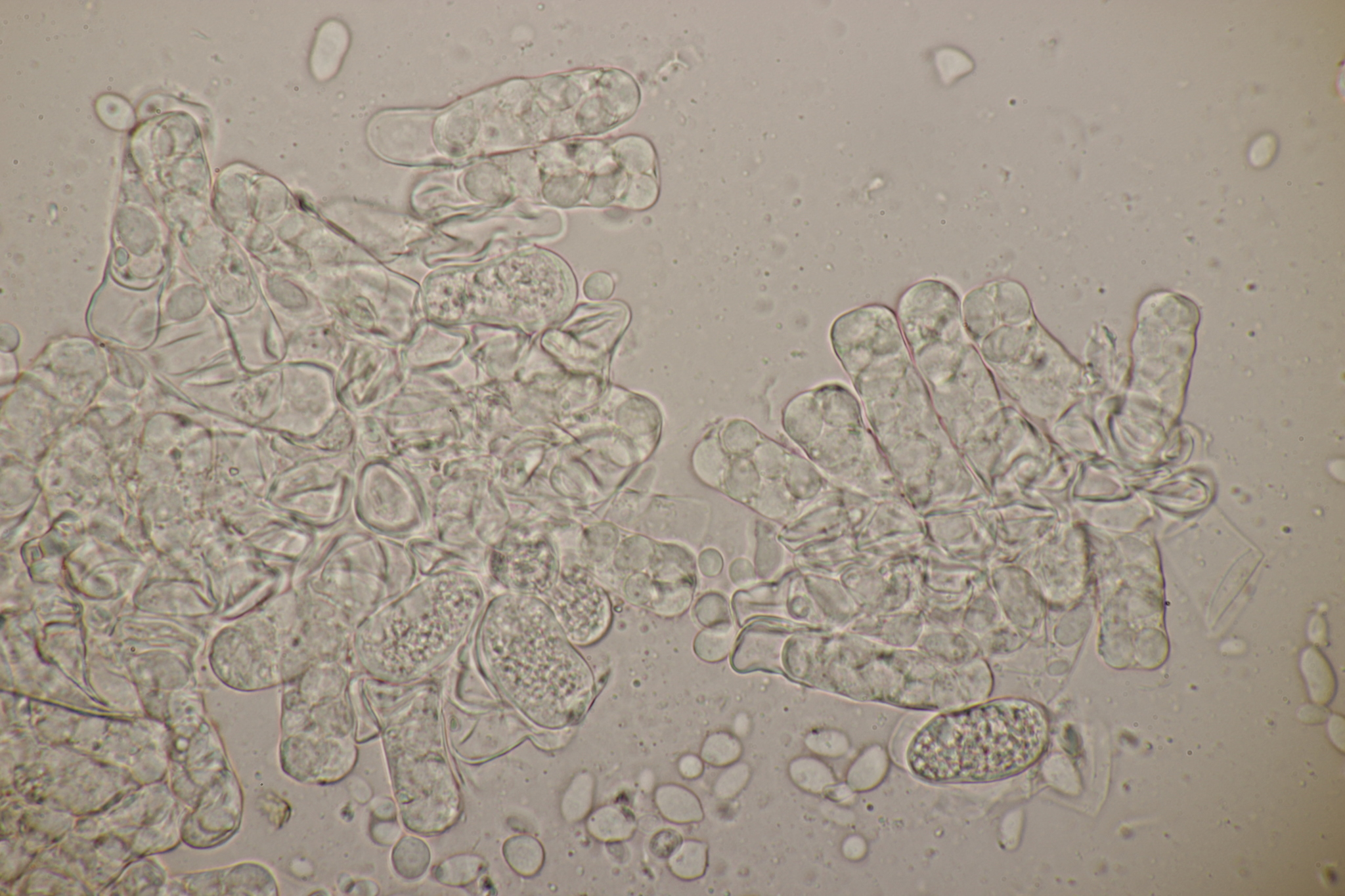
Microscopie beeld